# Immeuble du 25 rue Saint-Martin à Caen
L'immeuble du 25 rue Saint-Martin est un édifice situé à Caen, dans le département français du Calvados, en France. Il date du XVIIe siècle et sa façade est inscrite au titre des Monuments historiques.

## Localisation
Le monument est situé au 25 rue Saint-Martin, à 200 mètres au nord-est de l'abbaye aux Hommes. 

## Historique
La maison est datée du XVIIe siècle. La rue Saint-Martin était alors le principal accès à la ville depuis l'Ouest (Bessin, Cotentin, Bretagne) avant l'ouverture de la rue Guillaume-le-Conquérant à la fin du XVIIIe siècle. Elle est située à proximité de l'église Saint-Martin.

## Architecture

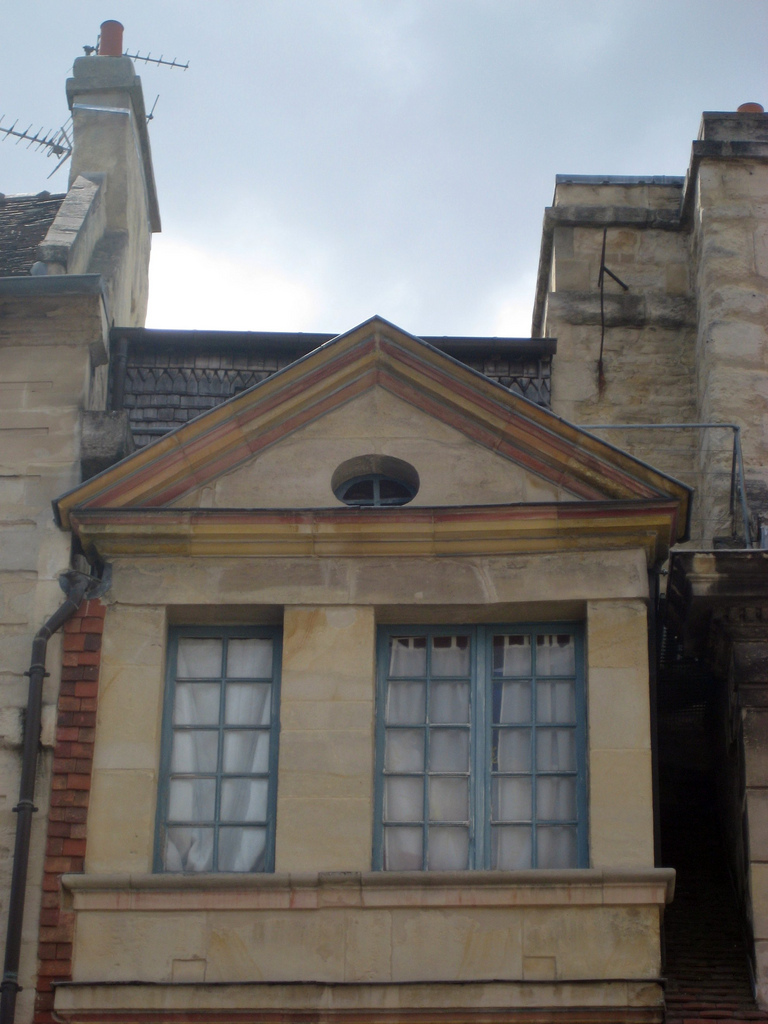
La lucarne à fronton.

La façade est inscrite au titre des Monuments historiques depuis le 18 février 1948.